# Sicydium gilberti
Sicydium gilberti es una especie de pez de la familia de los Gobiidae en el orden de los Perciformes.

## Hábitat
Es un pez de Agua dulce, de clima tropical y demersal.

## Distribución geográfica
Se encuentra en la República Dominicana.

## Observaciones
Es inofensivo para los humanos.